# 四里餅

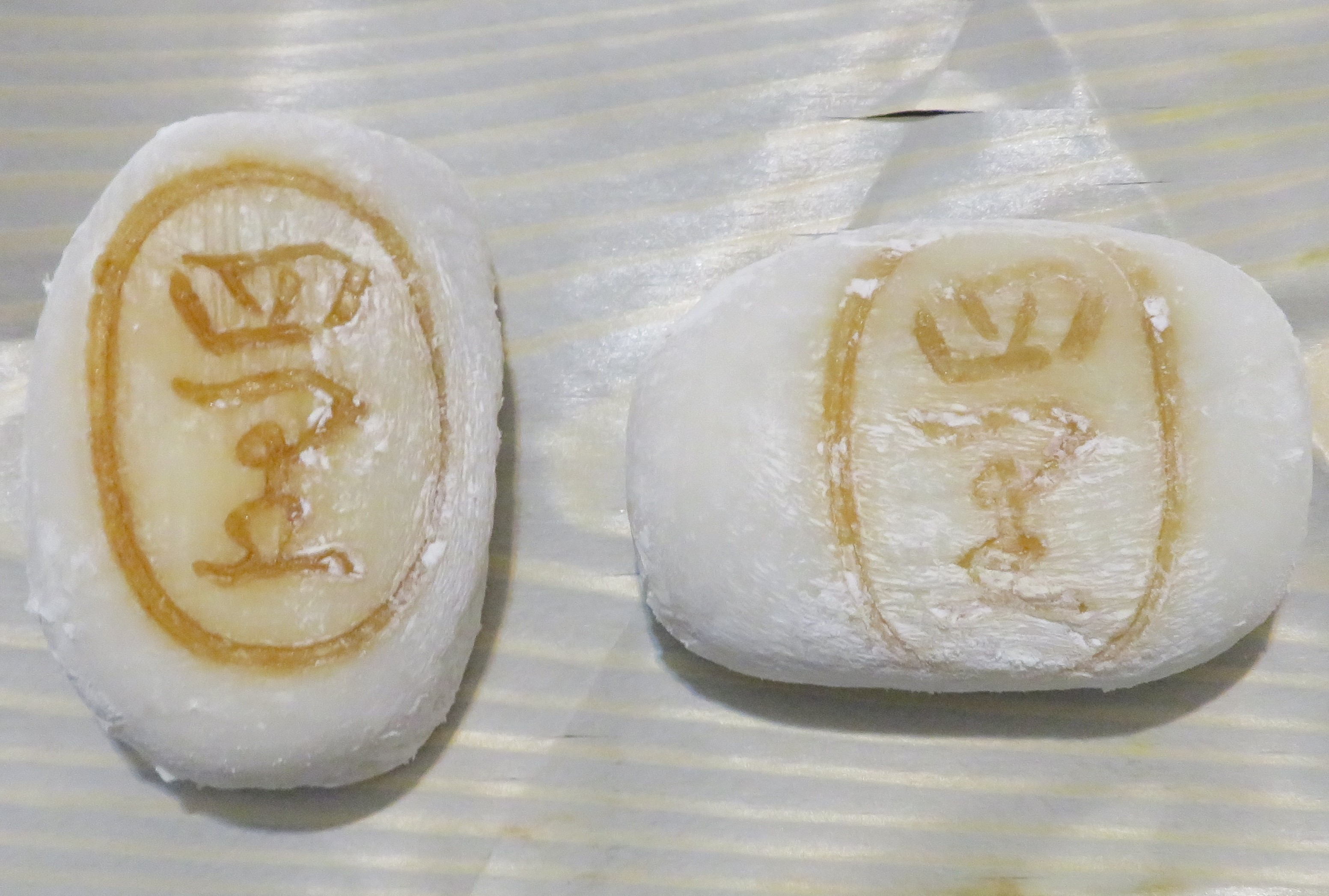
四里餅（縦がつぶあん、横がこしあん）

四里餅（しりもち）は、埼玉県飯能市の銘菓。大福の一種である。

## 概要
飯能市は林業で発展した街であり、街の歴史とも関わる和菓子が数多存在し、その中の1つが四里餅である。飯能市の「大里屋本店」（1907年（明治40年）創業）が製造、販売する。大里屋本店は「四里餅屋」とも呼ばれ、親しまれている。 
大福を細長くしたような形状に「四里」の焼き印が入っている。焼き印には縦置きに縦の焼き印と横置きに縦の焼き印があり（写真も参照のこと）、縦の焼き印がつぶあん、横の焼き印がこしあんとなっている。隠し味として塩が使われている。

## 名前の由来
筏で木材を運ぶ職人が難所を乗り越えるのに体力がないと尻餅をついてしまっていたが、餅菓子を食べると尻餅をつかずに乗り切れたという逸話から名付けられた。